# Xiaoyiren
Xiaoyiren, född okänt år, död 24 augusti 1689, var en kinesisk kejsarinna, gift med Kangxi-kejsaren. 
Hon tillhörde manchu-klanen Tunggiya och var dotter till hertig Tong Guowei, minister för inrikesförsvaret. Hon var brorsdotter/systerdotter till kejsarmodern Xiaozhuang och alltså kusin till Kangxi-kejsaren. 
Både hon och hennes syster Quehui (1668 - 24 april 1743) tillhörde Kangxis gemåler. Det är okänt när Xiaoyiren blev Kangxis gemål, men hon nämns för första gången år 1677, då Kangxi delade ut titlar till sina konkubiner. Hon mottog då den exklusiva titeln "Hedrad Gemål". 
Vid kejsarinnans död 1678 blev Xiaoyiren föreståndare för kejsarens harem. Detta var en roll som traditionellt tillföll kejsarinnan, men hon mottog ändå inte titeln. Samma år fick hon även vården om den blivande Yongzheng-kejsaren. År 1681 mottog hon titeln "Kejserlig Hedrad Gemål". 
Då hon år 1689 blev svårt sjuk fick hon slutligen titeln kejsarinna, efter att redan ha fungerat som sådan i elva år. 